# Jeux interalliés de rugby à XV
Pour un article plus général, voir Jeux interalliés.

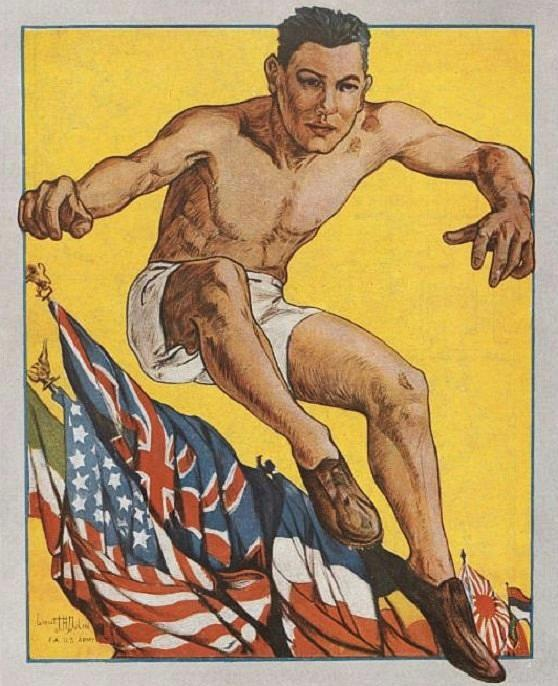
Les Jeux Interalliés 1919.

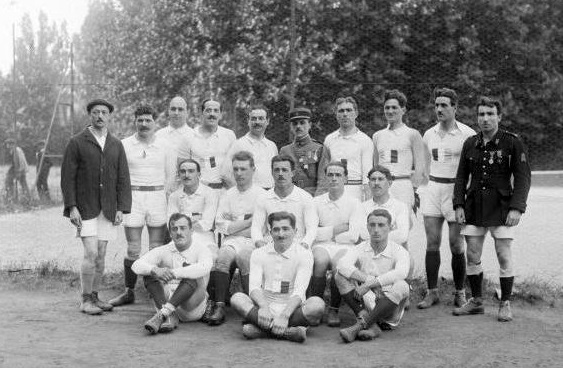
L'équipe de France de rugby, victorieuse de son tournoi (assis au centre Struxiano et Crabos ; accroupi en bas à droite Borde).

Les Jeux Interalliés de rugby sont la seconde compétition de rugby à XV internationalement reconnue, organisées durant la seconde quinzaine du mois de juin 1919, deux mois après l'attribution du Trophée Impérial, cette fois parmi toutes les épreuves des Jeux interalliés.
Imaginée par les soldats américains stationnés à Paris, elle oppose des équipes des armées de trois nations présentes sur le sol français : les États-Unis, la France et la Roumanie. Si les principales épreuves ont lieu au stade Pershing de Vincennes, récemment achevé, la compétition de rugby se déroule au stade du Matin à Colombes.
Le sélectionneur français était l'Américain Allan Henry Muhr, et les joueurs-phares hexagonaux René Crabos et Adolphe Jauréguy, à la tête d'équipiers de la caserne de Saint-Cloud. La France l'emporta finalement, après une partie d'une rare violence face aux États-Unis le 29 juin, sur le score de 8 - 3. Philippe Struxiano inscrivit tous les points français. Les militaires français Crabos et Jauréguy migrèrent ensuite au Fort de Vincennes, puis à l'École militaire de Joinville-le-Pont, pour achever leur service militaire 1919.
Les matchs français interarmées de l'année 1919 ne furent pas comptabilisés comme sélections officielles par la FFR à sa création le 11 octobre 1920, sans réelle explication.

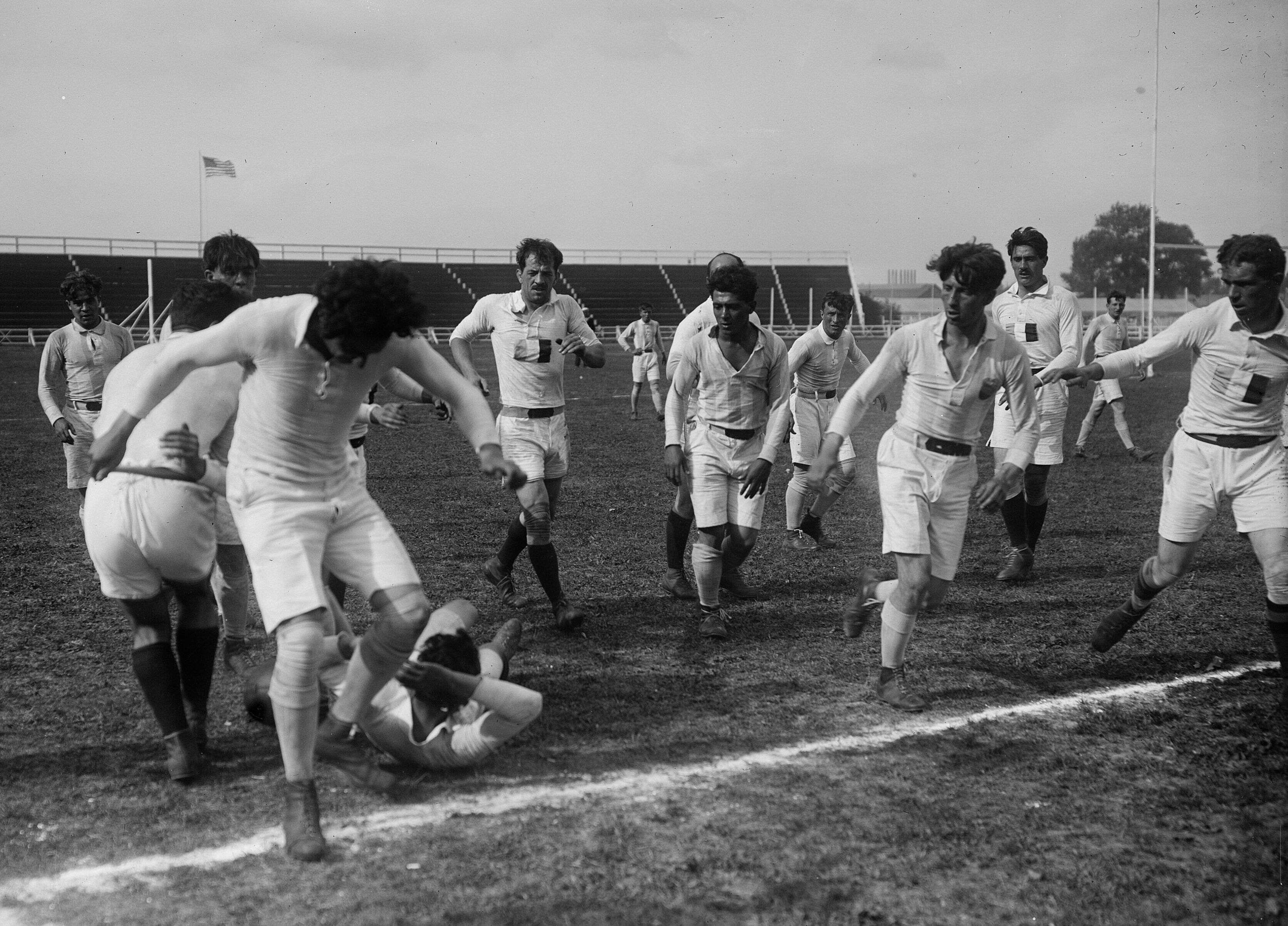
Le match France-Roumanie du 23 juin en rugby à XV à Colombes.

## Matchs joués
| 24 juin 1919 | France                                                     | 50 - 5 | Roumanie                                                | Stade du Matin, Colombes 1,500 spectateurs Arbitre : M. Gondouin |
| 24 juin 1919 | Essai(s) : 12 essais Transformation(s) : 7 transformations |        | Essai(s) : 1 essai Transformation(s) : 1 transformation | Stade du Matin, Colombes 1,500 spectateurs Arbitre : M. Gondouin |
| 24 juin 1919 |                                                            |        |                                                         | Stade du Matin, Colombes 1,500 spectateurs Arbitre : M. Gondouin |

| 26 juin 1919 | États-Unis                                                | 23 - 0 | Roumanie | Stade du Matin, Colombes |
| 26 juin 1919 | Essai(s) : 5 essais Transformation(s) : 4 transformations |        |          | Stade du Matin, Colombes |
| 26 juin 1919 |                                                           |        |          | Stade du Matin, Colombes |

| 29 juin 1919 | France                                                                           | 8 - 3 | États-Unis         | Stade du Matin, Colombes Arbitre : M. Gondouin |
| 29 juin 1919 | Essai(s) : 1 essai Transformation(s) : 1 transformation Pénalité(s) : 1 pénalité |       | Essai(s) : 1 essai | Stade du Matin, Colombes Arbitre : M. Gondouin |
| 29 juin 1919 |                                                                                  |       |                    | Stade du Matin, Colombes Arbitre : M. Gondouin |